# Riku Korhonen
Riku Korhonen (ur. 3 lutego 1972 w Turku) – fiński pisarz i dziennikarz.

## Życiorys
Studiował literaturę na Uniwersytecie w Turku. Z początku uczył w szkole średniej i prowadził zajęcia z kreatywnego pisania na macierzystej uczelni, po czym w pełni skupił się na pracy pisarskiej. Zadebiutował w 2003 roku powieścią Kahden ja yhden yön tarinoita, która została wyróżniona nagrodą literacką Helsingin Sanomat oraz doczekała się adaptacji teatralnej. Jego kolejny utwór prozatorski, Powieść lekarska, przyniosła mu nagrodę Kalevi Jäntti oraz Europejską Nagrodę Literacką (2010).
Regularnie pisze dla dziennika „Helsingin Sanomat”.

## Twórczość
- Kahden ja yhden yön tarinoita, 2003[3]
- Savumerkkejä lähtöä harkitseville, 2005 (poezja)[4]
- Lääkäriromaani, 2008, wyd. pol.: Powieść lekarska. Sebastian Musielak (tłum.). Marpress, 2022. ISBN 978-83-7528-270-2. Brak numerów stron w książce
- Hyvästi tytöt, 2009[5]
- Nuku lähelläni: Romaani, 2012[6]
- Emme enää usko pahaan, 2016[7]